# Oxalis ptychoclada
Oxalis ptychoclada är en harsyreväxtart som beskrevs av Friedrich Ludwig Diels. Oxalis ptychoclada ingår i släktet oxalisar, och familjen harsyreväxter. Utöver nominatformen finns också underarten O. p. trichocarpa.